# Прокинутись у Шанхаї
«Прокинутись у Шанхаї» (рос. Проснуться в Шанхае) — українська кінострічка 1991 року, деб'ютний фільм режисера Миколи Седнєва.

## Синопсис
Історія першого кохання старшокласників, які мешкають на околиці Одеси у флігелі. 
Олена з матір'ю тимчасово поселяються у флігель, де мешкають Віталій із батьком-алкоголіком. Мати Олени опиняється у лікарні, батько Віталія безслідно зникає. Хлопець та дівчина намагаються жити як щаслива пара.

## У ролях
| Актор               | Роль                               |
| ------------------- | ---------------------------------- |
| Владислав Маслов    | Віталій Заремба, головна роль      |
| Алла Куц            | Олена Федоренко, головна роль      |
| Микола Токар        | Костя-Бухарик, батько Віталія      |
| Ірина Токарчук      | мати Олени                         |
| Наталія Батрак      | продавчиня                         |
| Роман Голубенко     | Паша                               |
| Карина Грозова      | Віка                               |
| Юрий Лопарьов       | міліціонер                         |
| Олександра Свенська | класна керівничка, вчителька хімії |
| Володимир Мальцев   | «Касир»                            |
| Микола Сльозка      | ветеран                            |
| Микола Семенов      | глухуватий дід                     |
| Сергій Зінченко     | епізодична роль                    |
| Дмитро Гандзій      | епізодична роль                    |
| Надія Грінченко     | епізодична роль                    |
| Наталя Батрак       | епізодична роль                    |
| Ігор Тильтіков      | епізодична роль                    |
| Володимир Кокін     | епізодична роль                    |
| Лариса Маркарьян    | епізодична роль                    |
| Альбіна Скарга      | епізодична роль (немає в титрах)   |
| Євген Міндлін       | епізодична роль (немає в титрах)   |

## Творча група
- Режисер-постановник і сценарист: Микола Седнєв
- Оператор-постановник: Олександр Стволін
- Оператор: Олександр Лобєєв
- Художник-постановник: Олексій Бокатов
- Звукорежисер: Йосип Гольдман
- Композитор: Ігор Миленко
- Музичний редактор: Ігор Нестеренко
- Художник-гример: Олена Афанасопуло
- Художник-костюмер: Наталія Пустова
- Режисер монтажу: Олена Єленська
- Редакторка: Ольга Жукова
- Директор стрічки‎: ‎Галина Нечаєва

## Нагороди
- 1992 — Головний приз кінофестивалю дитячих та юнацьких фільмів «Веснянки» (Харків)[3].